# Areneros del río Urumea

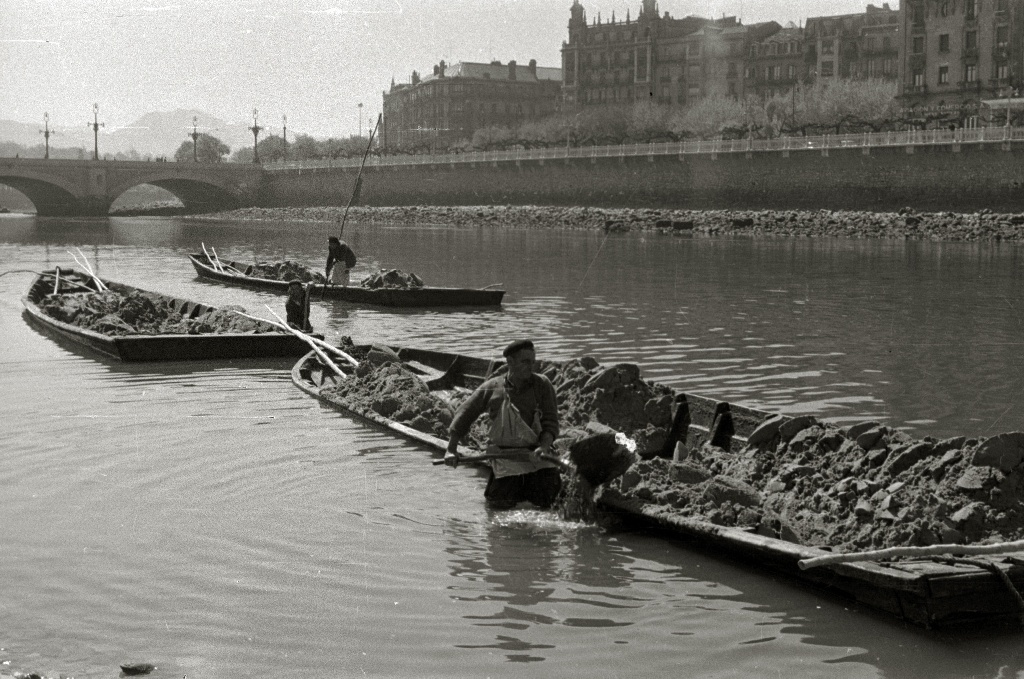
Areneros en el Urumea

Los areneros del río Urumea en San Sebastián (España) también llamados gabarreros se dedicaban durante todo el año a sacar arena del río, para venderla a los caseros como cama para las vacas, para la construcción o  mezclada con tierra para mejorar los resultados agrícolas de las huertas.
Venían desde el barrio de  Loyola impulsándose con pértigas de madera y aprovechando que la bajamar les facilitaba el transporte de las gabarras. Fondeaban aproximadamente entre los puentes de María Cristina y  de Santa Catalina en la desembocadura del río.
En 1974 desapareció la actividad de la extracción de arena del río Urumea.

## Descripción de la actividad
El oficio de arenero consistía en extraer arena del fondo del río en la desembocadura del río y transportarlo río arriba en una gabarra de casco liso, sin quilla,  hasta Loyola.
Inicialmente era un trabajo manual, los areneros trabajaban metidos en el agua casi hasta el pecho y palada tras palada, iban cargando la gabarra con dos montones de arena, uno a proa y otro a popa.
A veces tenían que subir a la gabarra para achicar el agua que desprendía la arena y cargar más la embarcación. 
Al terminar la carga, juntaban dos gabarras popa a popa, que eran lisas, los dos gabarreros empujaban con sus pértigas las dos gabarras unidas, aprovechando que la marea estaba subiendo facilitando así remontar el río.

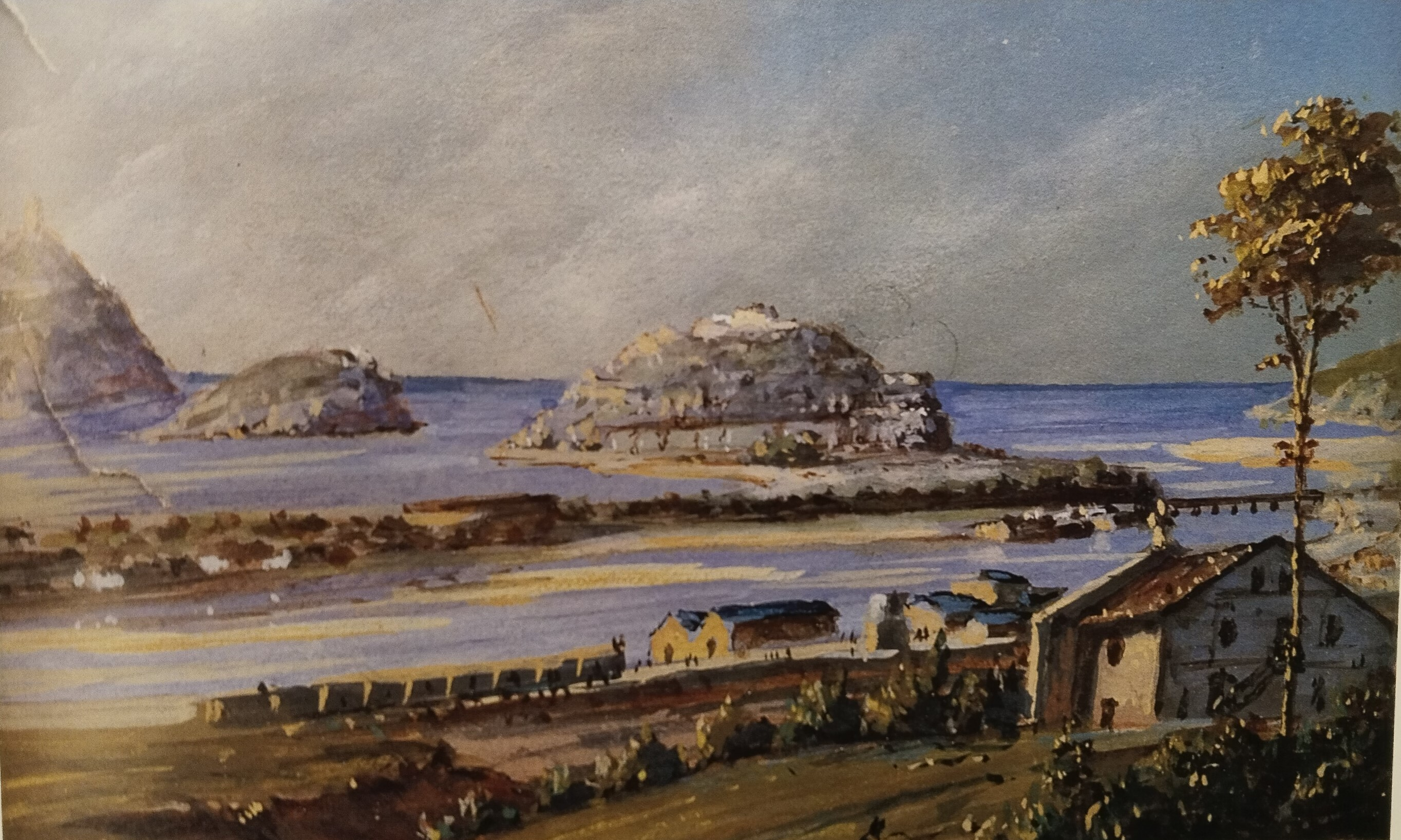
Desembocadura del Urumea en 1865 por Petit de Meurville

Las medidas de la gabarra eran de entre 12 y 15 metros de eslora y 2.5 metros de manga.
Esta manera de trabajar desapareció a partir de 1966 en que  llegó una pequeña mecanización con las llamadas las chuponas, que facilitaban el trabajo de extracción.
En 1974, con el derribo de la plaza de toros del Chofre, el precio de la arena disminuyó lo que hizo desaparecer ésta actividad ancestral.